# Efferia benedicti
Efferia benedicti är en tvåvingeart som först beskrevs av Stanley Willard Bromley 1940.  Efferia benedicti ingår i släktet Efferia och familjen rovflugor. Inga underarter finns listade i Catalogue of Life.